# Porricondyla spinigera
Porricondyla spinigera är en tvåvingeart som beskrevs av Ephraim Porter Felt 1920. Porricondyla spinigera ingår i släktet Porricondyla och familjen gallmyggor.
Artens utbredningsområde är New York. Inga underarter finns listade i Catalogue of Life.